# Dyna fyr

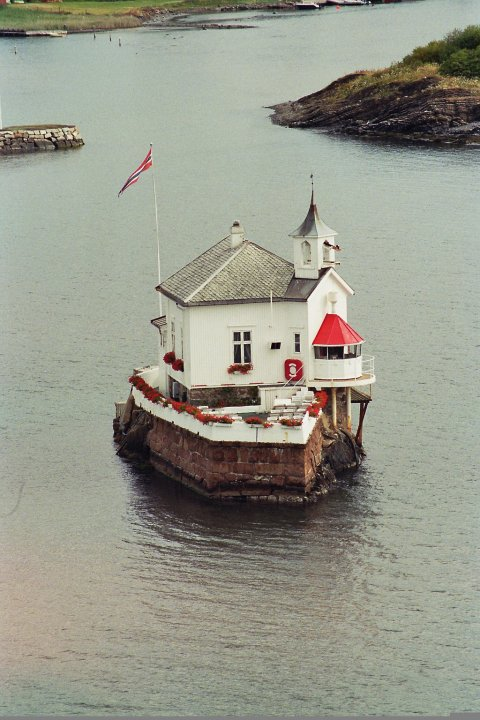
… auf einer winzigen Insel im Oslofjord

Dyna fyr ist ein Leuchtfeuer und eine Landmarke im Oslofjord. Es liegt etwa 300 Meter südöstlich der Halbinsel Bygdøy gegenüber der Insel Nakkholmen etwa drei Kilometer vor dem Stadthafen von Oslo unmittelbar am Fahrwasser.

## Geschichte
1873 begann die Hafenverwaltung der damaligen Stadt Christiania mit der durchgehenden Befeuerung des Oslofjordes und damit der Zufahrt zum Hafen von Oslo. Das Leuchtfeuer auf Dyna, einem winzigen Holm, wurde 1874 errichtet.
Zunächst war es mit einem einfachen weißen Petroleumfeuer sowie einer Nebelglocke ausgestattet. 1928 wurde das Feuer elektrifiziert und die Glocke durch ein elektrisches Nebelhorn, ein Nautophon, ersetzt. Für einen eventuellen Stromausfall wurde ein Gasbetrieb als Reserve eingebaut.
Seit 1956 ist das Feuer automatisiert und kein Personal mehr vorhanden.
Die Gebäude wurden zunächst privat genutzt und dienen seit 1992 als Restaurant und Veranstaltungsort.